# Íránský zápas
Íránský zápas nebo Košti je jeden z tradičních zápasnických stylů provozovaný v různých podobách po celém území bývalé Perské říše. Košti a jeho hluboká tradice spojená s mnoha rituály je úzce spjatá s domem síly zvaného zurkána.

## Historie
Íránský a Ázerbájdžánský  tradiční zápas zvaný v moderní Perštině košti hrál vždy důležitou roli ve výchově válečníku v Perské říše. Celá řada uměleckých artefaktů ze Sásánovské říše ukazuje dva bojovníky zápasící, potom co polámali všechny své zbraně. Perská literatura začátku druhého tisíciletí podrobně popisuje výjevy ze života válečníků, například básně Asadí Túsího. Mnohem později začali perští šáhové a padišáhové sponzorovat střetnutí svých válečníků mezi sebou v košti. Přeborník v košti se honosil titulem pahlavan (borec).
Turnaje v košti se staly populární především v období vlády Safíovců (1501–1736). V tomto období se pro košti zavedl název varzeš. Z pahlavanů se rekrutovala soukromá stráž Šáhů a nižší perské šlechty. Život jednoho z pahlavanů safíovské doby popisuje známé perské dílo Hosejn Kurd zfilmovaný v roce 1966 Esmajilem Kušanem.
S příchodem vlády dynastie Zandovců proniklo umění ve vazareš pahlavani i do vyšších kruhů. Synové šáha a dalších šlechticů se sami účastnili turnajů. V roce 1794 se na perský trůn prosadila dynastie Kádžárovců. Za vlády této dynastie pomalu odděloval trénink zápasníků a válečníků. S novými vojenskými technologiemi (střelné zbraně) nebylo nutné na vysoké úrovni zvládat umění meče nebo střelbu z luku. Zápas tak v devatenáctém plnil roli tělovýchovnou podobně jako v Evropě Turneři, Sokol a další tělovýchovné systémy.

## Zurkána
Zurkána neboli dům síly (totožné s gymnáziem), kde se ve rozvíjel charakter a fyzická odolnost perských chlapců. Umění v zápasení dodával mladým mužům odvahu, sebedůvěru, zbavoval je strachu, navíc toto všechno bylo zastřešeno duchovním rozvojem. Každý zápasník byl od mala veden k dodržování rytířského kodexu džávanmardi (v západním světě známo pod tureckým označením futuwwa) a z toho plynulo i vysoké postavení pahlavanů v perské společnosti. Každý úspěšný zápasník neboli pahlavan byl předpokladem inteligentního, chrabrého muže schopného vést společnost. Tato tradice v Íránu a dalších zemích bývalé Perské říše stále trvá. Pahlavani po skončení vrcholové sportovní činnosti vstupují do veřejného života a do politiky.
Současná zurkána je budova postavená okolo zápasiště. Zápasiště je vždy uprostřed zurkány a má kulatý půdorys o průměru šesti metrů s kobercovou podlahou sníženou o jeden metr. Každá zurkána má výklenek, kde sedí bubeník zvaný moršed. Moršed během bubnování zpívá, recituje básně. Další důležitou postavou v zurkáně je sadat, jehož důležitou rolí v zurkáně je mijándár. Mijándár je trenér/cvičitel stojící uprostřed zápasiště, podle kterého cvičí ostatní.
Každý trénink je zahájený rozcvičkou zvanou pázadan. Charakteristickými cvičebními pomůckami jsou štíty zvané sang, kužely mil a železná pomůcka připomínající luk kabbáda, dřevěný meč tachtí šéna.
Význam cvičení s pomůckami byl jednoduchý. Zápasník zvedáním milů dokázal, že má dostatečnou sílu, aby v turnaji uspěl. Cvičením si prakticky vysloužil vstupenku do zápasu. Některé mily váží i 50kg jeden.
Zápasníci nosí lněné kalhoty po kolena a kožené boty. V minulosti se zápasníci mazali olejem (v dnešním Íránu toto není), aby tím soupeři zamezili v pevném úchopu. Základní taktikou bylo soupeře strhnout na zem. Zápasník (pahlavan) zvítězí, když soupeře strhne na zem na břicho.
V současném Íránu je role zurkány součástí kulturního dědictví. Před druhou světovou válkou se v Íránu podařilo dobře etablovat olympijský zápas zvaný volný styl, který je v mnoha směrech podobný košti a především umožňuje mezinárodní soupeření. Význam zurkány postupně upadal a košti samotné se dokonce přesunulo mimo něj na žíněnku – v tradiční formě (olej) se provozuje jako současnost folklórních slavností.

## Zurkána jako sport
V roce 2004 vznikla v Teheránu Mezinárodní federace ve sportovní zurkáně (IZSF). IZSF se snaží vytvořit novou sportovní disciplínu – kombinace zápasu (košti pahlanvaní) a gymnastiky (cvičení s tradičními pomůckami). Mezi členy IZSF je uvedeno i Česko.

## Formy íránského zápasu

### Volný zápas
- Košti pahlavaní (varzeš pahlavaní) – nejznámější forma tradičního zápasu v dnešním Íránu, jde o tzv. volný zápas podobný zápasu ve volném stylu, zápasníci mají na sobě lněné kalhoty po kolena, dříve koženou obuv vystřídala dnes zápasnická obuv, dříve se zápasilo v zurkáně, dnes na žíněnce mimo zurkánu, dříve se pahlavani před zápasem naolejovali, aby ztížili soupeři pevný úchop
- Košti gila-mardi (Gílánský zápas) – je tradiční zápasnický styl z oblasti jižního Kaspického moře Tabaristánu. Zápasnici mají na sobě kalhoty zvané laspar, které sahají až ke kotníkům. Tento druh zápasu je specifický svým průběhem. Zápasníci začínají kickboxingem a ve chvíli, kdy se dostanou do zápasnického klinče (tzv. volný zápas) již nejsou údery povoleny. Není povolen ani boj na zemi. Turnaje v gilanském zápase se pořádají během letních slavností (například po žních) a při svatbách jako součást folklóru. Vítěz dostává za odměnu ovci.[1][2]
- Lučo košti (Mázandaránský zápas) – je tradiční zápasnický styl Kaspického moře Tabaristánu. Íránská oblast Mázandarán je současnou baštou zápasu, z této provincie pochází celá řada olympijských vítězů a mistru světa v zápase ve volném či klasickém stylu. Mázandaránský zápas neboli lučo (lučo je kus dřeva) je tzv. volný zápas. Současná pravidla odráží pravidla olympijského zápasu volného stylu. Turnaje se pořádají výhradně během svátků, například na počest zesnulých, ale i svatby. Turnaje organizují bývalý pahlavani, kterým zápasící vzdávají holt. Vítěz dostává za odměnu ovci, která je na okraji zápasiště uvázána právě u luča.[3]

### Vestový zápas
- Košti bá čuche (zápas s čuche (tradiční kurdská vesta))[4] – kurdský zápasnický styl z oblasti Chorásánu – Írán-Turkmenistán, jde to vestový zápas podobný sambu a judu, postrádá způsoby boje na zemi.[5] Centrem tohoto vestového zápasu jsou města Qučán, Šírván a Esfarájen.

### Zápas chyť a drž
- Zuran košti – tradiční zápasnický styl z oblasti Kermánšáh. Praktikuje se ve dvou formách patule a mačke. Jde o tzv. zápas chyť a drž, kdy úchop je předen určený. U zápasu zuran patule se zápasníci drží za opasky a snaží se jeden druhého hodit na zem. U zuran mačke se oba soupeři drží za paže. Zápasí se v tradičních oblecích i obyčejném zápasnickém oblečení.[6][7]